# Jacksonia dilatata
Jacksonia dilatata är en ärtväxtart som beskrevs av George Bentham. Jacksonia dilatata ingår i släktet Jacksonia och familjen ärtväxter. Inga underarter finns listade i Catalogue of Life.